# 트리니다드 토바고 올림픽 위원회
트리니다드 토바고 올림픽 위원회(영어: Trinidad and Tobago Olympic Committee)는 트리니다드 토바고를 대표하는 국가 올림픽 위원회이다. IOC 코드는 TTO이다. 본부는 포트오브스페인에 있으며 범아메리카 스포츠 기구에 소속되어 있다.
1946년에 설립되었으며 1948년에 국제 올림픽 위원회의 승인을 받았다. 올림픽, 팬아메리칸 게임, 중앙아메리카·카리브해 경기 대회, 코먼웰스 게임을 비롯한 국제 스포츠 대회에 참가하는 트리니다드 토바고의 선수들을 대표한다.